# Zamudas di Gerusalemme
Zamudas, chiamato anche Zambda(s), Zabda(s) e Baza(s) (III secolo) è stato un vescovo di Aelia Capitolina, il nome con cui la città di Gerusalemme divenne nota dopo la rivolta di Bar Kosba.
Ci sono date divergenti sul periodo del suo episcopato, con fonti che citano il periodo tra il 276 e il 283, altre dal 298 al 300 o al 302. Fu il successore di Imeneo.
È venerato come santo, commemorato il 19 febbraio, e la sua devozione è collegata alla leggenda della Legione tebana.